# Гримальди, Алессандро
Алессандро Гримальди (итал. Alessandro Grimaldi; Генуя, 1621 — Генуя, 1683) — дож Генуэзской республики.

## Биография
Родился в Генуе в 1621 году, сын Пьер Франческо Гримальди и Аурелии Ломеллини Гранада. 
Юность провел за пределами генуэзских границ. Из исторических источников известно, что он получил свою первую публичную должность в 1652 году, когда вошел в число двенадцати протекторов больницы Памматоне.
Занимался укреплением нового республиканского морского флота. Во время чумы 1656-1657 годов был послан правительством, чтобы взять на себя обязанности губернатора города Савона. Вернувшись в Геную, в последующие годы занимал различные посты, в том числе инквизитора и посол при дворе Филиппа IV Испанского. Причем послом он стал в условиях деликатной дипломатической ситуации, возникшей между Генуей и Испанией по поводу претензий на маркизат Финале в Западной Лигурии. Вскоре после заключения мира (1659) между Испанией и Францией Гримальди вернулся в Геную и вновь поступил на гражданскую службу.
Был избран дожем 27 июня 1671 года, став одновременно королём Корсики. Его правление было отмечено новой региональной войной в Ривьера-ди-Поненте между республикой и герцогством Савойским в 1672 году. Параллельно был раскрыт заговор против государства во главе с Раффаэле делла Торре, который, при содействии герцога Савойского, рассчитывать поднять против дожа население Савоны и Генуи.
27 июня 1673 года завершил свой мандат, после чего продолжал служить Республике.
Умер в Генуе в 1683 году и был похоронен в аббатстве Сан-Николо-дель-Боскетто.
От брака с Сильвией Ломеллини имел единственного сына Пьерфранческо.